# Het monster van Loch Ness (Suske en Wiske)
Het monster van Loch Ness is het honderdtwintigste verhaal en een kort stripverhaal uit de reeks van Suske en Wiske. Het verhaal werd geschreven om het wasmiddel Dash te promoten. Het is een exclusieve uitgave, die niet is uitgebracht in de Vierkleurenreeks. 

## Locaties
Schotland met het meer van Loch Ness en de ruïne van Urquhart Castle.

## Personages en uitvindingen
Personages'
- Suske, Wiske met Schanulleke, tante Sidonia, Lambik, Jerom, professor Barabas, Dedshoeter en andere jagers, Mac-Mussels (reus van Urquhart Castle), Mister Mac Kenzie, Mac Donald, Campbells Cameron, de heilige Columba en zijn schaap, Nessie en Lessie.

Uitvindingen
- De gyronef.

## Het verhaal
Tante Sidonia is op vakantie geweest in Schotland en wordt bij de haven afgehaald door Suske, Wiske, Lambik en Jerom. Ze heeft een foto gemaakt van het monster van Loch Ness en vertelt dat het waterpeil in de zee vroeger veel hoger was. De monsters van Loch Ness zitten daardoor gevangen in het meer, maar Lambik gelooft niks van dit verhaal omdat wetenschappers hiervoor geen bewijzen hebben gevonden. Professor Barabas zal de vrienden naar Schotland brengen met de gyronef zodat ze naar bewijs kunnen zoeken, maar tante Sidonia blijft nu thuis achter. Lambik gaat vissen en Suske en Wiske worden door een oude man gewaarschuwd voor de ruïne van Urguhart Castle, er zou een reus wonen.
Wiske ziet 's nachts een schim op het mistige meer en gaat in een roeiboot op zoek, maar dan valt Schanulleke overboord en verdwijnt in het diepe water. Wiske valt van verdriet in slaap in het bootje en schrikt wakker als Nessie Schanulleke terugbrengt. Wiske denkt dat ze droomt en stapt overboord, maar komt echt in het diepe meer terecht. Suske weet haar uit de mistbanken te trekken met een touw en Wiske vertelt wat er is gebeurd. Als Suske en Wiske voetballen ziet Wiske Nessie opnieuw, maar Suske ziet niks en gelooft haar niet. Lambik en Suske ontmoeten jagers die het monster van Loch Ness willen vangen en brengen hen per ongeluk op het spoor van het monster. Wiske weet de sporen van Nessie nog te verbergen voordat ze door de jagers worden ontdekt en vlucht naar de ruïne van het kasteel.
Al snel botst ze op de reus die daarna de jagers verjaagt van zijn domein. De reus vindt Schanulleke en neemt haar mee, Wiske ziet hoe hij bij een waterput blijft luisteren. Als Wiske Schanulleke terug wil pakken wordt ze door de reus ontdekt en opgesloten in de toren. Suske gaat op zoek naar Wiske en ziet het monster op het meer, maar dan komt de speedboot met de jagers ook aangevaren. De jagers vernielen het bootje van Suske en kunnen hem gevangennemen. Lambik ziet hoe de jagers het monster kapotschieten, maar dan komt er een andere boot aangevaren. Het blijkt een namaak-Nessie te zijn geweest die door National Geographic Society is ingezet om het echte monster te lokken. Lambik wordt opgepikt door de boot en hij wordt voorgesteld aan de Amerikaanse leiding van de expeditie: Mister Mac Kenzie, Mac Donald en Campbells Cameron.
Ze laten Lambik de apparatuur zien waarmee ze het meer hebben onderzocht, ze hebben geen bewijs gevonden voor het bestaan van het monster. Campbells Cameron fluistert nog wel in Lambiks oor dat hij iets heeft gezien in de waterspiegel. Suske weet te ontsnappen uit de speedboot en laat deze zinken. Lambik gaat op zoek naar de kinderen bij de ruïne en ontmoet al snel de reus Mac Mussels. Lambik roept professor Barabas op en laat Jerom naar Schotland sturen. Wiske kan met een stukje glas de aandacht van Suske trekken en hij bevrijdt haar uit de toren. Ze vinden het familieboek van het reuzengeslacht en lezen dat in 1100 de heilige Columba in het gebied woonde. De reuzen hebben het schaap van Columba gedood en gaven Nessie de schuld. De kinderen dalen af in de put en zien daar een monster dat zich voorstelt als Lessie.
Lessie vertelt dat ze uit de tijd komt dat dieren nog konden spreken en vertelt dat ze samen met Nessie de laatste overlevende van haar ras is. De heilige Columba dacht dat zij verantwoordelijk waren voor de dood van zijn schaap en zorgde ervoor dat de monsters eeuwig naar elkaar zouden moeten zoeken. Lessie bleef achter in een grot die alleen bereikt kan worden via de waterput bij de ruïne, terwijl Nessie in het meer achterbleef. De reuzen moeten erover waken dat Nessie de ingang van de grot niet zal vinden. De kinderen halen een ton buskruit en laten de rotswand ontploffen waardoor Lessie en Nessie elkaar weer kunnen ontmoeten. De kinderen beloven niks te zeggen over het bestaan van de monsters, zodat ze ongestoord kunnen leven. Maar de ontploffing heeft meer schade aangericht en de kinderen kunnen de grot niet meer verlaten.
Lambik en Jerom horen de ontploffing en gaan naar de ruïne, waar Jerom een krachtmeting met de reus begint. Ze beginnen met het werpen van boomstammen en daarna gooien ze een gewicht over een hoge lat. Jerom wint de wedstrijd en samen met Lambik bevrijdt hij de kinderen uit de put. De reus zit te huilen nu hij niet meer de sterkste man van Schotland is, Suske en Wiske beloven niks te vertellen zolang hij het geheim van Lessie en Nessie goed bewaart. De reus belooft niemand iets te vertellen over de monsters en zwaait de vrienden uit als ze worden opgehaald door professor Barabas. Tante Sidonia vraagt of ze het monster hebben gevonden en Lambik legt dan uit dat mensen graag in mysteries geloven, maar dat het monster natuurlijk niet bestaat.

## Trivia
- De heilige Columba van Iona trok door het gebied en probeerde de mensen te bekeren, hij verbleef ook inderdaad op het kasteel maar dit was niet in 1100. Hij zou in 565 het monster in de rivier de Ness hebben gezien en redde een man van de dood door een kruis te laten zien, hierna verdween het monster in het meer.
- De McDonalds en Camerons zijn inderdaad families uit deze streek, zie hiervoor de tekst bij Urquhart Castle.
- National Geographic Society heeft inderdaad onderzoek gedaan naar het monster in het meer van Loch Ness. Hierover is een documentaire gemaakt en deze is op tv uitgezonden.